# Joshua Abuaku
Joshua Asiedu Abuaku (* 7. Juli 1996 in Oberhausen, Nordrhein-Westfalen) ist ein deutscher Sprinter. Seine wichtigsten Disziplinen sind der 400-Meter-Hürdenlauf, in dem er 2023 deutscher Meister wurde, und der 400-Meter-Lauf.

## Leben
Zur Leichtathletik kam Abuaku, Kind einer Familie mit ghanaischen Wurzeln, in der Schule in Oberhausen. Bei Bundesjugendspielen fiel er als Neunjähriger beim Waldlauf auf. Als Mitglied des LAV Oberhausen probierte er anfangs den Mehrkampf. Durch gezielte Förderung entwickelte er sich ab seinem 16. Lebensjahr zum Sprinter. Am Elsa-Brandström-Gymnasium in Alt-Oberhausen machte er das Abitur. Im Oktober 2015 begann er ein Studium in den Fächern Sport und Gesundheit an der Deutschen Sporthochschule Köln. 2018 wechselte er vom LAV Oberhausen zur LG Eintracht Frankfurt. Seit dem 1. November 2017 ist er Soldat einer Sportkompanie der Bundeswehr. An der Deutschen Sporthochschule Köln schloss er 2022 sein Bachelor-Studium ab.
Bei den deutschen Meisterschaften im 400-Meter-Hürdenlauf kam er 2018, 2019 und 2020 jeweils auf den dritten Platz, 2023 auf den ersten Platz, wobei er zusammen mit Constantin Preis mit 48,45 Sekunden hinter Harald Schmid (1982: 47,48 s) auf Platz zwei der ewigen DLV-Bestenliste rückte. Damit übertraf er seine bisherige Bestleistung, die er 2022 mit 48,55 Sekunden beim ISTAF Berlin aufgestellt hatte. Am 2. September 2023 stellte er als Sieger im Rahmen des ISTAF 2023 mit 48,12 Sekunden eine neue persönliche Bestleistung auf.

## Privates
Joshua Abuaku ist verheiratet und hat seit 2023 eine Tochter.

## Erfolge

### National
- 2023: Deutscher Meister (400-Meter-Hürdenlauf)
- 2020: Dritter der Deutschen Meisterschaften (400-Meter-Hürdenlauf)
- 2019: Dritter der Deutschen Meisterschaften (400-Meter-Hürdenlauf)
- 2018: Dritter der Deutschen Meisterschaften (400-Meter-Hürdenlauf)
- 2017: Deutscher Meister in der Altersklasse U23 (400-Meter-Hürdenlauf)
- 2016: Deutscher Meister in der Altersklasse U23 (400-Meter-Hürdenlauf)
- 2016: Vierter der Deutschen Meisterschaften (400-Meter-Hürdenlauf)
- 2015: Deutscher Meister in der Altersklasse U20 (400-Meter-Hürdenlauf)
- 2015: Deutscher Hallenmeister in der Altersklasse U20 (400-Meter-Lauf)
- 2014: Deutscher Vizemeister in der Altersklasse U20 (400-Meter-Hürdenlauf)

### International
- 2015: Europäischer Vizemeister in der Altersklasse U20 (400-Meter-Hürdenlauf)